# Jean Moral
Pour les articles homonymes, voir Moral.
Jean Moral, né le 7 juin 1906 à Marchiennes (Nord) et mort le 29 décembre 1999 à Montreux (Suisse), est un photographe et peintre français. Il est photographe de mode durant plus d'une dizaine d'années pour Harper's Bazaar.

## Biographie
Jean Moral naît d'un père industriel, qui laisse sa fratrie orpheline en 1914.
C'est à Paris en 1925, l'année où André Kertész arrive de Hongrie, qu'il démarre son activité de photographe chez l'éditeur Léon Ullmann, puis jusqu'en 1932 chez les Frères Tolmer. Il expérimente des techniques d'avant-garde photographique (double exposition, solarisations, photogrammes, contreplongées).
En 1927, il rencontre les photographes Roger Parry, Daniel Masclet et Robert Pontabry. Il commence à faire des photographies de dunes, de plages, de mer à Lacanau (Gironde) et continue ses expérimentations.
La même année, il fait la connaissance de Juliette Bastide, originaire de Bordeaux, qu'il épouse dans cette ville en 1931.
En 1932, il collabore avec le magazine Vu.
En 1933, il expose dans le cadre du Premier Salon International de Nu Photographique de Daniel Masclet. C'est aussi son premier voyage en Espagne, à Palma del Río, à l'invitation de la maison de l'illustrateur d'Harper's Bazaar, le péruvien Reynaldo Luza ; son reportage sur la « Casa Luza » est publié dans Harper's Bazaar en juillet 1933.
En 1934, il devient le photographe de mode français, exclusif, contractuel, d'Harper's Bazaar, concurrent de Vogue. Cette collaboration entamée avec ce célèbre magazine de mode en avril 1933 va durer jusqu'en 1940, puis de 1945 à 1954.
En 1937, il commence à travailler comme photographe de presse, notamment pour Paris Match et Paris-Soir. En 1938, paraît dans ces deux titres une suite de reportages photographiques sur la Guerre d'Espagne avec des textes de Joseph Kessel.
En 1940, il est affecté au Service Cinématographique de l'Armée avec Henri Cartier-Bresson, Raymond Voinquel et Cassandre. Il obtient des permissions pour continuer ses reportages de mode dans les rues de Paris, toujours pour le magazine américain. Lors de la débâcle de juin 1940, il descend vers Lyon, puis Cannes où il est hébergé par Francis Picabia. Il divorce de Juliette en 1941.
En 1945, il reprend ses activités de photographe de mode pour Harper's (ainsi que des dessins de mode) pour l'Album de la Mode du Figaro, jusqu'en 1954.
1955 marque le début de sa vie de peintre. Il part en 1961 pour Lausanne et Montreux, où il vivra de sa peinture jusqu'à sa mort.
En décembre 1999, juste avant son décès, une première exposition de ses œuvres photographiques a lieu à Grenoble, organisée avec Serge Lemoine alors directeur du musée de cette ville, puis dans les musées de Chalon-sur-Saône et de Lausanne.
En 2004, l'exposition de ses œuvres a lieu au Museo Reina Sofia à Madrid.
En 2017, une partie de ses photographies intègre les collections du Palais Galliera, musée de la mode de la ville de Paris. D'autres font partie des fonds du Centre national d'art et de culture Georges-Pompidou.
Brigitte Moral-Planté, née en 1936, fille de Jean Moral et de Juliette Bastide, entretient la mémoire et l'œuvre de son père.